# Szergej Sztyepanovics Larionov
Szergej Sztyepanovics Larionov (oroszul: Сергей Степанович Ларионов, 1908. október 6. – 1991. augusztus 4.) moksa nemzetiségű író. 1977-ben a Mordvin ASSZK kitüntetett írója, 1958-tól a Szovjet Írószövetség tagja.

## Élete és pályafutása
Anajevo faluban született Mordvinföld Zubova Poljana-i járásában, parasztcsaládban. 1927-ben elvégezte a Mordvin Tanítóképzőt Szaranszkban, majd 1951-ben a Mordvin Tanárképző Főiskolát is. Szülőfalujában 1927 és 1930 között a községi tanács titkára és a kolhoz elnöke volt, 1935 és 1937 között a Komszomolony vajgjal (Комсомолонь вайгяль, A komszomol hangja) című újság szerkesztőségi tagja volt, majd 1937 és 1939 között a Mokseny pravda (Мокшень правда) újság pártosztályának vezetője. 1943 és 1947 között a Mordvin ASSZK Minisztertanácsában a mozihálózat kiépítéséért felelős hivatalnok volt. 1948 és 1951 között a szaranszki járási tanács végrehajtó bizottságának elnöke volt. 1951-től nyugdíjazásáig a mordvin könyvkiadót vezette.
Első elbeszéléseit a körzeti katonai újság közölte le 1932-ben. Ismertséget az 1954-ben megjelent Lektor (Лектор) és az 1957-ben kiadott Gyikije guszi (Дикие гуси, Vadlibák) című elbeszélései hoztak neki, melyek később moszkvai kiadványokban is megjelentek. Fontos művének számít az 1955-ben írt, majd később több antológiában is megjelent Arhip apó fenyője (Ёлка деда Архипа), mely a második világháború idején játszódik. A mordvin falvakban az 1950-es években végbement változásokkal foglalkozik Ljambe kjagysza (Лямбе кядьса, Meleg kezekkel) című, 1962-ben kiadott szociális regénye. Kolma varmat (Колма вармат, Három szél, 1967) című regénye a mezőgazdaság drasztikus fejlődésével járó számos problémára, valamint a fiatalok vidéken tartásának kérdésére koncentrál. Hrusztaleny pajkt (Хрусталень пайкт, Kristályharangok, 1974) című regénye a munkásosztállyal foglalkozik, a szaranszki lámpagyár példáján keresztül mutatja be a város ipari központtá válását.